# ترانة عليدوستي
ترانة عليدوستي أو ترانه علي دوستي (بالفارسية: ترانة عليدوستي) ، 36 عامًا ولدت في 12 يناير 1984 في طهران هي مترجمة وممثلة سينمائية إيرانية حاصلة على جائزة العنقاء البلورية لأفضل ممثلة في الدورة 20 لمهرجان أفلام فجر السينمائي.، زادت شهرتها عربيًا بعد دورها في فيلم عن إيلي من إخراج أصغر فرهادي، وكذلك بعد دورها في فيلم إخوة ليلى الذي عرض الفيلم لأول مرة خلال مهرجان كان السينمائي 2022.
لها مواقف سياسية وإنسانية إذ صرّحت على إحدى منصات التواصل الاجتماعي برفضها الحضور إلى حفل توزيع جوائز احتجاجًا على الحظر العنصري الذي اعتزم الرئيس الأميركي ترامب فرضه على المهاجرين المسلمين.

## الأعمال

### أفلام
| السنة | العنوان | الدور         |
| ----- | ------- | ------------- |
| 2022  | تفريق   | فرزانة و بيتا |